# 克莉多尼亞·瑪琳達
克莉多尼亞·瑪琳達（英語：Credonia Mwerinde，1952年—）是一名烏干達從天主教會分裂出來的教派「恢復上帝十誡運動」的女祭司和共同創始人。在創立這項教派之前，她曾是一名店主、香蕉啤酒釀造商和性工作者。瑪琳達也是一個信奉聖母瑪利亞的宗教團體的成員。1989年，她和另外兩名成員找到約瑟夫·基布維特爾，說聖母瑪利亞指示他收留她們。基布維特爾收留了她們，她說在他家附近曾出現過聖母顯靈，這與他自己五年前的一次幻覺有關，這讓他特別感動。1989年，瑪琳達和基布維特爾共同創建了恢復上帝十誡運動。

## 生平
瑪琳達是領導該教派的三人之一，包括基布維特爾和被逐出教會的牧師多明尼克·卡塔里巴博（Dominic Kataribaabo）。不過，後來重返天主教會的教派領袖保羅·伊卡茲雷（Paul Ikazire）稱她是該教派的真正力量。他說：「會議由克莉多尼亞修女主持，她是該組織的實際負責人。基布維特爾只是一個形象代言人，目的是將男性權威強加給追隨者，並加強邪教的公共關係」。瑪琳達也是該教派預言世界末日和宣稱只有透過聖母瑪利亞的訊息才能找到救贖的來源。
該運教派發展迅速，在其鼎盛時期，估計有5,000到6,000名成員。被開除教籍的天主教神父和修女也加入其中，並擔任神學家。據預測，世界末日將在新千紀到來時發生。教派被趕出魯瓦沙米爾後，搬到了瑪琳達的父親在卡農古區擁有的莊園。隨著2000年的臨近，教派成員賣掉了他們的財產，並將利潤交給組織的領導層。
當世界末日沒有在1月1日到來時，教派出現了危機，成員開始提出問題並要求歸還他們的金錢和財產。警方調查人員認為教派領導層，尤其是瑪琳達開始對其追隨者進行清洗，最終導致卡南古教堂於2000年3月17日被大火燒毀，教堂內的530人全部喪生。在烏干達西南部的教派財產中也發現了數百具屍體。警方最初認為這是一起集體自殺事件，但後來表示他們正在調查這起集體謀殺案。

## 失蹤及後續
據推測，瑪琳達在教堂大火中倖免於難，烏干達當局認為她是在3月17日凌晨離開該教派的卡南古大院的。2000年4月，警方因她與教派屠殺事件有關而對她發出國際通緝令。
2011年9月，瑪琳達和其他幾位錯誤預測各種世界末日日期的預言家共同獲得搞笑諾貝爾獎的數學獎，以表彰他們「教導世人在進行數學假設和計算時要小心謹慎」。

## 外部連結
- "Religion That Kills" （页面存档备份，存于）, ABC News, 14 February 2001 News story about the phenomenon of cults in Uganda
- Seven Years Since the Kanungu Massacre （页面存档备份，存于）
- Movement for the Restoration of the Ten Commandments of God.
- BBC Report （页面存档备份，存于）
- Religious Tolerance.org on the Movement 的存檔，存档日期2007-06-09.